# Tetrastichus lopezi
Tetrastichus lopezi är en stekelart som beskrevs av Cristobal 1936. Tetrastichus lopezi ingår i släktet Tetrastichus och familjen finglanssteklar. Inga underarter finns listade i Catalogue of Life.